# Katedrala Notre-Dame u Reimsu
Katedrala Notre-Dame u Reimsu je dostojanstvena i skladna krunidbena katedrala francuskih kraljeva koja se izdiže iznad današnjeg Reimsa; UNESCO-ov spomenik svjetske baštine od 1991. god.

## Izgradnja i oblik
Katedrala se počela graditi 1211. godine, pa iako nije bila dovršena prije 1481., stilski je izvanredno jedinstvena. Crkva ima križni tlocrt i da bi se osigurao prostor za krunidbene svečanosti koje su se na tom mjestu održavale od 496. godine, prošireni su glavni brod, pobočni brodovi i istočni dio da obuhvate transepte. Osjeća se tendencija kratkoće, širine, simetrije i kompaktnosti. Transepti se neznatno ističu, a glavni brod ima dvostruke pobočne brodove. Deambulatorij (pobočni brod koji okružuje oltar) i kapele se radijalno šire tvoreći na istočnom dijelu tipičnu francusku zaobljenu apsidu.
Svečana, suzdržano ukrašena unutrašnjost sugerira bezgraničnu visinu i prostran glavni brod. Red snopastih (svežnjastih) stubova poredanih duž glavnog broda dugog 140 metara privlači pogled na križne svodove visoke 38 metara. Reimski graditelji upotrijebili su klasični raspored arkada, triforija i visoko postavljenih prozora, ali umjesto jednostavnih prozora sa šiljastim lukovima kao u katedrali u Chartresu primijenili su dvostruke šiljaste lukove i na razini pobočnih brodova i visoko na razini glavnog broda.
Rozeta s vitrajima iznad vrata zapadnog pročelja zamjenjuju tradicionalni zabat "razgrađujući" zid obojenim svjetlom. Vještina ugradnje vitraja u tanke kamene okvire (mullions) doživjela je savršenstvo upravo u Reimsu.
Katedrala u Reimsu glasovita je po svom složenom sustavu elegantnih potpornja koji podupiru i rese kipovima ukrašeni eksterijer. Na zapadne tornjeve visoke 82 metra nikada nisu dodane krovne kape. Čvrsta konstrukcija ove katedrale svjedoči o vještini visokogotičkih majstora zidara (masona); za Prvog svjetskog rata izdržala je bombardiranje od oko 3,000 granata.
Na zapadnim portalima katedrale nalazi se gotovo 500 isklesanih likova od kojih su neki veći od prirodne veličine. Najprije su klesani u tradicionalnom strogom stilu izduženih figura (danas vidljiv na skulpturama desnog portala), a kasnije (osobito u rekonstrukciji nakon požara u 14. stoljeću) u stilu tzv. reimske skulpture s klasičnim pozama i životnijim pokretima (danas vidljiv na skulpturama lijevog portala).
- Domenico Quaglio, Katedrala u Reimsu 1830-ih
- Tlocrt katedrale
- Kontrafor katedrale
- Tansept s vitrajima
- Pročelje noću

## Poveznice
- Katedrala
- Bazilika Saint-Remi u Reimsu
- Gotička arhitektura
- Kiparstvo gotike
- Notre-Dame u Parizu
- Notre-Dame u Chartresu
- Crkvena arhitektura
- Kršćanska umjetnost

## Vanjske poveznice
- Cathedrale-reims.com (fr.)
- Fotografije  Arhivirana inačica izvorne stranice od 7. lipnja 2011. (Wayback Machine)
- Panoramske fotografije  Arhivirana inačica izvorne stranice od 9. prosinca 2020. (Wayback Machine)